# Уаргла
Уаргла (араб. ورقلة, фр. Ouargla) — місто в Алжирі. Адміністративний центр однойменного вілаєту.

## Клімат
Уаргла знаходиться у зоні тропічних пустель, котра характеризується однойменним кліматом (Bwh за Кеппеном). Найтепліший місяць — липень з середньою температурою 33.9 °C (93 °F). Найхолодніший місяць — січень, з середньою температурою 10.6 °С (51 °F).
| Клімат Уаргли           | Клімат Уаргли | Клімат Уаргли | Клімат Уаргли | Клімат Уаргли | Клімат Уаргли | Клімат Уаргли | Клімат Уаргли | Клімат Уаргли | Клімат Уаргли | Клімат Уаргли | Клімат Уаргли | Клімат Уаргли | Клімат Уаргли |
| Показник                | Січ.          | Лют.          | Бер.          | Квіт.         | Трав.         | Черв.         | Лип.          | Серп.         | Вер.          | Жовт.         | Лист.         | Груд.         | Рік           |
| Абсолютний максимум, °C | 28            | 32            | 38            | 43            | 46            | 50            | 52            | 52            | 51            | 43            | 34            | 29            | 52            |
| Середній максимум, °C   | 17            | 20            | 23            | 28            | 32            | 39            | 42            | 41            | 37            | 30            | 23            | 18            | 29            |
| Середня температура, °C | 10            | 13            | 16            | 20            | 24            | 31            | 33            | 33            | 29            | 23            | 16            | 12            | 22            |
| Середній мінімум, °C    | 4             | 6             | 9             | 13            | 17            | 23            | 25            | 25            | 22            | 16            | 10            | 6             | 15            |
| Абсолютний мінімум, °C  | −6            | −3            | −1            | 5             | 7             | 12            | 16            | 18            | 10            | 5             | −1            | −2            | −6            |
| Норма опадів, мм        | 0             | 0             | 0             | 0             | 0             | 0             | 0             | 0             | 0             | 0             | 0             | 0             | 30            |
| ----------------------- | ------------- | ------------- | ------------- | ------------- | ------------- | ------------- | ------------- | ------------- | ------------- | ------------- | ------------- | ------------- | ------------- |
| Джерело: Weatherbase    |               |               |               |               |               |               |               |               |               |               |               |               |               |

## Освіта
У місті розташований Університет Касді Мербах, в якому навчаються понад 25 тис. студентів на 6 факультетах.

## Транспорт
У березні 2018 року в місті відкрилась перша трамвайна лінія.